# Agnes Wenman
Agnes Wenman (alternativt Agnes, viscountessa Wenman eller lady Wenman), född 1581, död 1617, var en engelsk katolik som antogs ha haft en roll i krutkonspirationen år 1605. 
Hon var den äldsta överlevande dottern till sir George Fermor av Easton Neston och hans fru Mary Curzon, dotter till Thomas Curzon. Wenman var från en katolsk familj och identifierades av prästen John Morris som den person i vars hus jesuiten John Gerard hade haft en givande konversation med den framtida ärkebiskopen George Abbot. 
Wenman var en vän till Elizabeth Vaux, svägerska till Anne Vaux, som i sin tur var allierad med jesuiten Henry Garnet. Efter att krutkonspirationen hade misslyckats i november 1605 uppdagades Wenmans koppling till den redan misstänkta släkten Vaux och både Wenman och hennes make Richard Wenman, 1:e viscount Wenman togs in för förhör i december samma år. Richard Wenman sade under förhören att han ogillade Elizabeth Vaux eftersom hon försökte fördärva hans fru med sina åsikter. Agnes Wenman släpptes snart därefter, efter att ha tillbringat en kortare tid i fångenskap.
Hon ska ha varit den som översatte teologen Ioannes Zonaras verk till engelska från franska (då översatta av Jan de Maumont). Wenman avled sedan under 1617 och begravdes i Twyford.